# 潢光战役
潢光战役是发生在第一次国共内战期间的一次战役。由中国共产党领导的红四方面军为应对国军占领的河南省潢川和光山地区的防线发动的战役。

## 战役背景
红四方面军发动苏家埠战役期间，国军张钫第20路军（第75、76师）共六个旅进入豫东南的潢川地区，国军新编第20师进驻光山地区，伺机进攻红军的根据地。红军在苏家埠战役后自皖西返回商城地区，为了收复先前被国军占领的潢川光山地区，消灭驻扎在仁和集、双柳树的国军，便发动了此次战役。

## 战役过程
1932年6月12日，红10师首先进入光山东南的椿林甸、槐林店消灭新编第20师的一个团的大部后，向光山紧逼。红12、73师包围了驻扎在潢川以东的仁和集、双柳树的国军第20路军的5个团，红11师进至潢川以南的双柳树、杨集附近监视国军动向。6月13日，红12师向双柳林的两个团发动进攻，在不间断的突击下，全歼这两个团。当日红11师分三路进攻璞塔集的国军，突破了国军利用寨墙构建的防御线后,活捉了第76师参谋长李亚光并消灭了两个团和民团的一部。
红73师加紧围困仁和集的一个旅，又不时袭扰，以诱潢川的国军出援。双柳树和璞塔集的两处国军被消灭后，仁和集的守军陷入孤立状态。6月16日晨，红73师在少共国际团的协助下，打退向西突围的守军，并对仁和集发动总攻，在将仁和集分割为几片后逐个击破，夺取仁和集，活捉该旅旅长李万林并全歼守军。

## 战果
红军对国军的分割包围和迅速强袭，是此次战役胜利之关键。
战役历时五天，红军消灭国军8个团和部分民团近万人，缴获枪支7000（支）挺，收复了潢川和光山地区，扩大了根据地。

## 脚注
1. 1 2 3 4  王清魁 (1987)，第46页
2. 1 2 3 4  陈浩良等 (2000)，第71页